# Sosna bolewicka
Sosna bolewicka – lokalny ekotyp sosny zwyczajnej (Pinus sylvestris L.), występujący na części obszaru Nadleśnictwa Bolewice (województwo wielkopolskie). Jest bardzo cennym gatunkiem lasotwórczym. Populacja tego ekotypu uznana jest za jedną z najcenniejszych na obszarze Polski. Wśród rozpoznanych dotąd zasobów genowych sosny zwyczajnej ekotyp bolewicki charakteryzuje się wyjątkowo wysoką jakością hodowlaną.
Występowanie ekotypu związane jest z historią gospodarki leśnej na tych terenach. W początku XIX wieku lasy w rejonie Bolewic należały do rodziny hrabiów Łąckich z Lwówka. W 1848 majątek właścicieli uległ kontrybucji na rozkaz władz pruskich, ponieważ rodzina czynnie wspierała polskie dążenia niepodległościowe. Upaństwowiony kompleks leśny odtąd nosił nazwę Lasów Królewskich, a najwartościowsze drzewostany objęto ochroną jako nasienne.
W rejon obfitego występowania ekotypu prowadzi ścieżka dydaktyczna Bolewickie Bory, a także niebieski szlak rowerowy z Lewic do Nowego Tomyśla.